# (3397) Leyla
(3397) Leyla (1964 XA) – planetoida z grupy przecinających orbitę Marsa okrążająca Słońce w ciągu 3,6 lat w średniej odległości 2,35 j.a. Odkryli ją Norman G. Thomas i Robert Burnham 8 grudnia 1964 roku.